# Rumunia na Letniej Uniwersjadzie 2007
Rumunię na Letniej Uniwersjadzie w Bangkoku reprezentowało 132 zawodników. Rumuni zdobyli pięć medali.

## Medale

### Złoto
- Dragos Cristian Coman – pływanie, 400 metrów stylem dowolnym

### Srebro
- Monica Stoian - lekkoatletyka, rzut oszczepem
- Drużyna szpadzistów

### Brąz
- Cosmin Popescu - ćwiczenia na poręczach
- Floare Leonida - ćwiczenia na równoważni